# São Pedro am Perlach

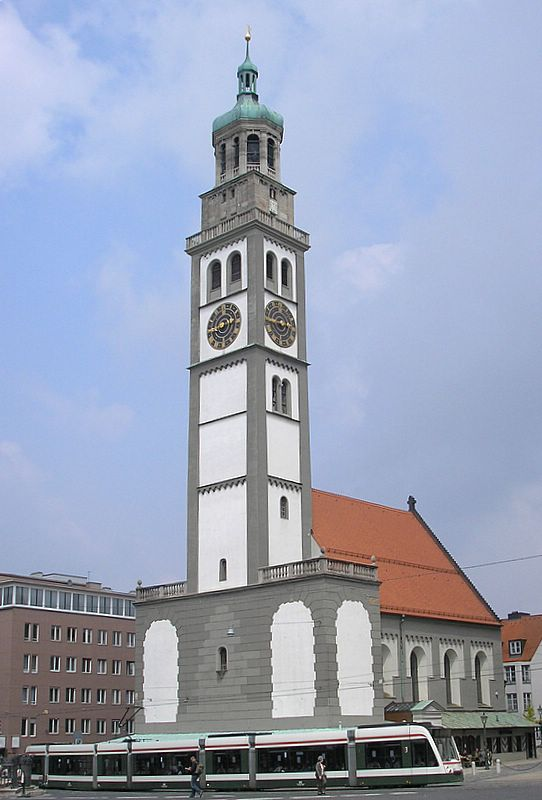
São Pedro com Perlachturm

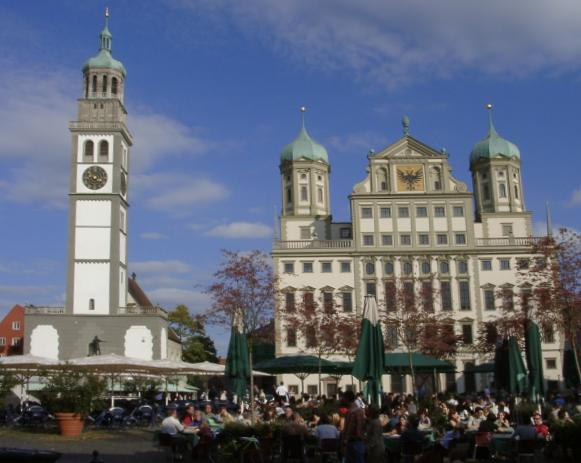
Perlachtower com Câmara Municipal

São Pedro am Perlach é uma igreja católica românica no centro de Augsburgo (Baviera). A torre da igreja, a Perlachturm, juntamente com a Câmara Municipal de Augsburgo, é o marco de Augsburgo. 

## Nossa Senhora Desatadora dos Nós

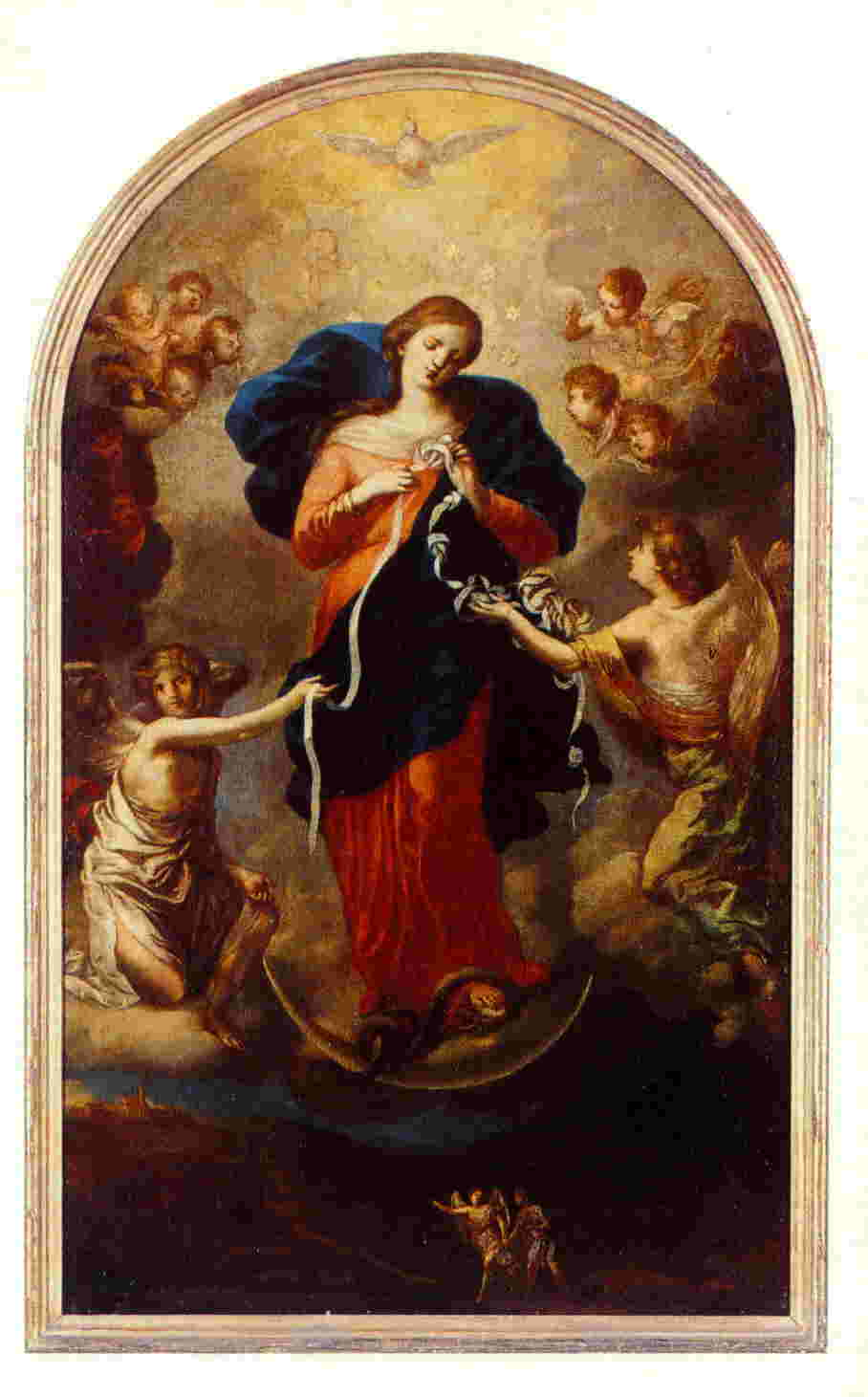
Nossa Senhora Desatadora dos Nós

A imagem e devoção mariana em São Pedro de  Nossa Senhora Desatadora dos Nós também é conhecida na América Latina a imagem milagrosa de Maria Desatadora dos Nós. Uma cópia da pintura está em San José del Talar, uma igreja em Buenos Aires (Argentina). 